# Грабчак Олег Вікторович
Оле́г Ві́кторович Грабча́к (нар. 20 жовтня 1988 — 18 липня 2016) — старший солдат Збройних сил України, учасник російсько-української війни.

## Життєпис
Народився 1988 року в місті Липовець (Вінницька область); закінчив липовецьку ЗОШ № 3. Пройшов строкову військову службу в лавах ЗСУ. Демобілізувавшись, працював слюсарем на Липовецькій дільниці Іллінецького міжрайонного управління газового господарства ПАТ по газопостачанню та газифікації «Вінницягаз».
15 липня 2015 року мобілізований 15 липня 2015 року, старший солдат 1-го механізованого батальйону, 53-тя окрема механізована бригада. З літа того ж року брав участь в боях на сході України.
18 липня 2016 року вранці внаслідок мінометного обстрілу позицій бригади між Зайцевим та Майорськом під Горлівкою загинули 4 військовослужбовці — капітан Олександр Швець, молодший лейтенант Володимир Вовченко, старший солдат Олег Грабчак, солдат Микола Літовко, ще 3 зазнали поранень. Згідно з іншими даними, Олега довезли до лікарні, однак врятувати не змогли.
21 липня 2016 року похований у місті Липовець.
Без Олега лишилися батьки, сестра, брат, наречена.

## Нагороди та вшанування
- Указом Президента України № 476/2016 від 27 жовтня 2016 року «за особисту мужність і високий професіоналізм, виявлені у захисті державного суверенітету та територіальної цілісності України, вірність військовій присязі» — нагороджений орденом «За мужність» III ступеня (посмертно)[1].
- 20 жовтня 2016 року у Липовецькій загальноосвітній школі № 3 відкрито меморіальну дошку Олегу Грабчаку.